# Sainte-Agathe-d'Aliermont
 Sainte-Agathe-d'Aliermont  es una población y comuna francesa, en la región de Alta Normandía, departamento de Sena Marítimo, en el distrito de Dieppe y cantón de Londinières.

## Demografía
| 253 | 234 | 256 | 247 | 257 | 291 |
| Para los censos de 1962 a 1999 la población legal corresponde a la población sin duplicidades (Fuente: INSEE [Consultar]) |     |     |     |     |     |